# Felix Matuszkiewicz
Felix Matuszkiewicz (ur. 11 stycznia 1885 w Szprotawie, zm. 18 kwietnia 1956 w Neustadt an der Donau) – niemiecki prawnik, historyk i badacz dziejów Dolnego Śląska.
Syn fabrykanta Józefa i Małgorzaty z domu Kopankiewicz, wyznania katolickiego, doktor prawa, założyciel i kustosz miejskiego muzeum w Szprotawie, radny, archiwista, opiekun zabytków, działacz społeczny i autor licznych publikacji historycznych poświęconych ziemi szprotawskiej. Jego najbardziej znanym dziełem jest Historia miasta Szprotawa, którą wydał w 1908 pracując jako młody referendarz sądowy.
W 1910 zdał egzamin doktorancki.

## Upamiętnienie
- 17 października 2003 przy Szprotawskim Domu Kultury odsłonięto tablicę pamiątkową poświęconą Matuszkiewiczowi
- 18 czerwca 2004 nowo otwarte Muzeum Ziemi Szprotawskiej przyjęło imię Matuszkiewicza
- Na terenie Gminy Szprotawa istnieje szlak turystyczny noszący imię Matuszkiewicza
- Muzeum Ziemi Szprotawskiej ogłosiło rok 2008 Rokiem Matuszkiewicza